# Finca de Ribavellosa
La Finca de Ribavellosa es un espacio natural localizado en La Rioja bajo custodia del Gobierno de España. 

## Descripción
La Finca de Ribavellosa se ubica al suroeste del monte de Ribavellosa, dentro del término municipal de Almarza de Cameros. Tiene una extensión de 200 hectáreas y se encuentra a una altitud media de 1.090 metros. El monte se localiza en la margen derecha del Río Iregua, perteneciente a la zona oeste del Camero Nuevo, en la vertiente norte del Sistema Ibérico Peninsular.

## Historia
Actualmente, la Finca es propiedad del Organismo Autónomo Parques Nacionales (Ministerio de Agricultura y Pesca, Alimentación y Medio Ambiente), pero hay mucha historia alrededor de este singular paraje. Antiguamente fue una aldea dedicada a la agricultura y a la ganadería; más tarde fue adquirida como obra social para el cuidado de enfermos tuberculosos, aunque finalmente se utilizó como colonia infantil y residencia de verano, transformando el paisaje según las necesidades y recursos propios de este uso.

## Uso y recorridos
La Finca está abierta al público de forma gratuita. Se realizan actividades de Educación Ambiental con escolares y visitas guiadas para el público.
La red de senderos (12 kilómetros repartidos en 8 sendas) cuenta con papeles informativos sobre los bosques y especies más representativas que habitan en ellos.

## Fauna y flora
La rica biodiversidad vegetal de Ribavellosa se une a la variada fauna que habita la Finca. Según la orientación de las laderas de la Finca se pueden encontrar hayedos, encinas, enebros, aulagas, roble quejigo, castaños, abeto rojo, alerce, pinos silvestre, laricio y carrasco. Un espacio natural de bosque diverso donde se puede observar las huellas y rastros de corzos, ciervos, jabalíes, ardillas, garduñas…además de cientos de herrerillos y picapinos, azor y gavilán, anfibios y reptiles.